# アントン・ワルター
アントン・ワルター（ガブリエル・アントン・ワルター、Gabriel Anton Walter、1752年2月5日 - 1826年4月11日）は、18世紀末から19世紀初頭に、ウィーンにおいて活躍した鍵盤楽器製作者。ドイツ語発音ではアントン・ヴァルター。ドイツのノイハウゼン・アウフ・デン・フィルデンに生まれ、ウィーンにて没す。1780年にシェフストス（Schöfstoss）の未亡人と結婚し、ウィーン新聞に記録が載っているため、生年、没年等の確認可能。グローブ音楽辞典の記載に、18世紀後半における最も知られた楽器製作者とある。

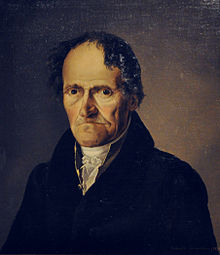
フリードリヒ・ガウアーマンによるワルターの肖像画/1825

## 生涯
父は大工でオルガン奏者でもある。母方はイタリア系の出身。ウィーンに移住する前の経歴はよく知られていない。1770年代半ばにはウィーンに移住し、鍵盤楽器製作者として活動し始めたと思われる。 最初にワルターが実績を認められたのは、楽器修復者としてであった。1781年にエステルハージ宮殿の鍵盤楽器修復を依頼され、12日間滞在し、24グルデンの報酬を得た記録が残っている。
ウィーンにおける最初期の活動でワルターは正式に同業組合（ギルド）の会員として認められなかったため、初期の鍵盤楽器にはワルター名義の銘板がついていない。ギルド入りを許可されなかった理由は、この時期、ワルターは急進的な反体制運動（ジャコバイト運動）の賛同者とみられたためウィーンでの自由な活動を制限されたからである。1790年代初めにマリア・テレジアや息子のヨーゼフ2世の計らいにより、ギルド加入が認められ、1790年末に「宮廷付きオルガンその他楽器製造業者」の称号を得た。この後、製作された楽器には"ANTON WALTER in WIEN"の銘板が入ることになる。
1796年発行の『ウィーン・プラハ音楽芸術年鑑』に当時のウィーンにおけるピアノ製作者の記事が記載されている。それによると、当時随一の製作者はアントン・ワルターで二番手と目されるのがヨハン・シャンツ（Johann Schanz）、それに続くのがナネッテ・シュトライヒャーと評価されている。1800年には義理の息子ヨーゼフ・シェフストス（Josef Schöfstoss）が経営に参画し、"ANTON WALTER & SOHN"の商標を使用するようになる。
ワルターのピアノ（フォルテピアノ）はモーツァルトやベートーヴェンなどの一流の音楽家に高く評価され、ワルター自身も19世紀初頭には時代の趨勢を担う先進的な製造業者としての名声を得る。にもかかわらず、ワルターのピアノ事業は19世紀後半におけるピアノ製造技術の革新やより大型の音量の大きな楽器を求める時代の流行の変化に取り残され、次第に衰退をたどることとなる。

## ワルターの楽器
ワルターが皇帝ヨーゼフ2世に宛てた依頼書（正規の楽器製造者としての許可を得るための嘆願書）によると、1770年代から1790年にかけて、グランド型のピアノ、スクエア・ピアノ、オルガン等の鍵盤楽器をワルターは300以上も製作している。今世紀まで現存しているのはほとんどがフォルテピアノかスクエア・ピアノである。

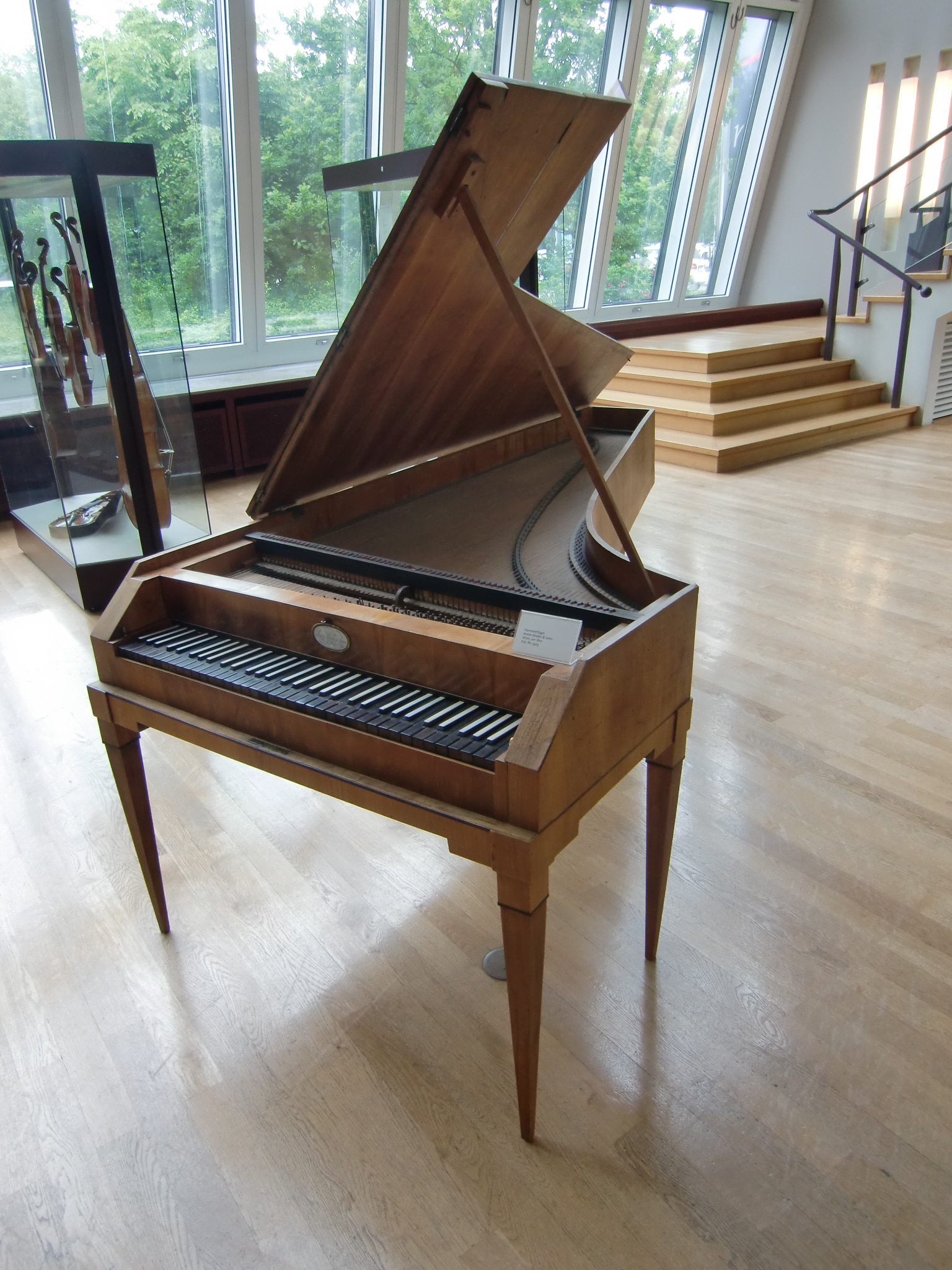
楽器博物館蔵、ウィーン

ワルターの現存しているピアノのなかで、特に有名なものがモーツァルトが購入した1台であるが、このピアノには製造業者としてのワルターの銘板がなく、ワルターがウィーンに拠点を置いてまもなく、まだ正式な楽器製造業者としての資格がないまま製造されたワルターの初期のピアノと推察されている。
この楽器はモーツァルトの死後、未亡人のコンスタンツェから息子のカール・トーマスに相続されたが、現在はザルツブルクのモーツァルテウム財団の所有となっており、モーツァルトの生家（記念博物館になっている）に展示されている。
また、フランツ・シューベルトが友人の画家リーダー（Rieder）に下宿していた頃、友人の所有するスクエア・ピアノを借用していた。この楽器はワルターの1800年以降に作られたもので、リーダーはシューベルトの死後、このピアノを売りに出した。一時期、ルートヴィヒ・ベーゼンドルファーが所有していたが、現在はウィーンの芸術歴史博物館に所在がある。
ワルターのフォルテピアノは、フィリップ・ベルト、ロドニー・レジエ、ポール・マクナルティ、クリストファー・クラーク他の、現代のフォルテピアノ製作者の楽器のモデルに頻繁に用いられている。

## アクションの特徴

### ピアノの発明
音量重視のチェンバロと、音色、表現重視のクラヴィコードとの両方の美点を兼ね備えた新しい鍵盤楽器需要がたかまり、17世紀末から18世紀初頭にかけて、いくつかの原理が発案された。
スクエア・ピアノ（ターフェルクラヴィーア）
ジルバーマン門下のズンペ（ツンペ）が発案、ヨーロッパ大陸での7年戦争を避け、イギリスでの製作を開始。その好評により、大陸に逆輸入されることとなる。
現代におけるグランドピアノとアップライトピアノとの関係のように、フリューゲル（チェンバロのような鳥の翼型の大型ピアノ）はプロフェッショナルや富裕層向けに、ターフェルクラヴィーアは一般市民用に広まっていた。
タンジェントピアノ（タンゲンテンフリューゲル）
クラヴィコードからフォルテピアノに至るメカニズムの過渡的な構造がタンジェントピアノの構造である。
シュタインのピアノフォルテ（フォルテピアノ）
ジルバーマンの甥とその息子の工房で修行した後、アウクスブルクに移り、より構造のシンプルで反応の早い打鍵アクションを完成させたのが、ヨハン・アンドレアス・シュタインである。
後に「ウィーン式」、や「跳ね上げ式」と呼ばれる新しい方式で、クリストーフォリ〜ズンペに連なる「突き上げ式」もしくは「イギリス式」と呼ばれるアクションとともに、18世紀後半のウィーンにてピアノフォルテのアクション構造の主流になっていく。
ワルターはシュタインのアクションを基にさらに、（バック）チェックの機構を設けるなどの工夫を加え、以降のウィーン式アクションの規範となるアクションを完成させた。
なお、フォルテピアノの歴史、構造などは「フォルテピアノ」の項を参照のこと。

## 録音
1. Paul Badura-Skoda. Wolfgang Amadeus Mozart. Works for piano. Played on an Anton Walter 1790 fortepiano. Label: Gramola.
2. Paul Badura-Skoda with Musica Florea. Wolfgang Amadeus Mozart. Piano concertos K.271, K.414. Played on a copy of a Walter instrument made by Paul McNulty.
3. Jaroslav Tuma. Antonin Reicha. 36 fugues for piano. Played on the original 1790 Anton Walter fortepiano.
4. Malcolm Bilson, Tom Beghin, David Breitman, Ursula Dütschler, Zvi Meniker, Bart van Oort, Andrew Willis. Ludwig van Beethoven. The complete Piano Sonatas on Period Instruments. Played on original fortepianos: Salvatore Lagrassa 1815, Gottlieb Hafner 1835, Johann Fritz 1825, Walter fortepiano copy by Paul McNulty, Walter copies by Chris Maene, Johann Schantz copy by Thomas and Barbara Wolf, a Walter and Conrad Graf 1825 copies by Rodney Regier, Label: Claves.
5. Kristian Bezuidenhout. Wolfgang Amadeus Mozart. Keyboard Music Vol.2 Played on a copy of a Walter instrument made by Paul McNulty.
6. Robert Levin with the Academy of Ancient Music, Christopher Hogwood. Wolfgang Amadeus Mozart. Piano Concertos Nos. 15 & 26. Played on Mozart’s own Walter (restored).
7. Nikolaus Harnoncourt, Rudolf Buchbinder. Wolfgang Amadeus Mozart. Piano Concertos No. 23 & 25. Played on a copy of a Walter instrument made by Paul McNulty.
8. Andreas Staier. Joseph Haydn. Sonatas and Variations. Played on a copy of a Walter instrument made by Christopher Clarke.
9. Malcolm Bilson, John Eliot Gardiner, The English Baroque Soloists. Wolfgang Amadeus Mozart, Piano Concertos Nos. 20&21/ Concertos Pour Piano K. 466 & K.467. Played on a replica of Walter fortepiano by Philip Belt. Label: Archiv Production.
10. Malcolm Bilson. Franz Josef Haydn. Keyboard Sonatas. Played on a replica of Walter fortepiano by Philip Belt. Label: Titanic Records.
11. Alexei Lubimov and his colleagues. Ludwig van Beethoven. Complete piano sonatas. Played on copies of Stein, Walter, Graf, Buchholtz instruments made by Paul McNulty.
12. Viviana Sofronitsky with Warsaw Chamber Opera Orchestra. Wolfgang Amadeus Mozart. Complete Mozart works for keyboard instrument and orchestra (11 CD box). Played on a copy of a Walter instrument made by Paul McNulty.